# Золотухин, Борис Александрович
Борис Александрович Золотухин (1922—1997) — майор Советской Армии, участник Великой Отечественной войны, Герой Советского Союза (1945).

## Биография
Борис Золотухин родился 7 февраля 1922 года в городе Изюм (ныне — Харьковская область Украины). Окончил десять классов школы и аэроклуб в городе Свердловске Ворошиловградской области Украинской ССР. В 1940 году Золотухин был призван на службу в Рабоче-крестьянскую Красную Армию. В 1942 году он окончил Ворошиловградскую военную авиационную школу пилотов. С июня того же года — на фронтах Великой Отечественной войны. Принимал участие в битве за Кавказ, освобождении Краснодарского края, Крыма, Прибалтики.
К февралю 1945 года капитан Борис Золотухин командовал эскадрильей 502 штурмового авиаполка 214 штурмовой авиадивизии 15 воздушной армии 2-го Прибалтийского фронта. К тому времени он совершил 127 боевых вылетов на штурмовку скоплений боевой техники и живой силы противника.
Указом Президиума Верховного Совета СССР от 18 августа 1945 года за «образцовое выполнение боевых заданий командования на фронте борьбы с немецкими захватчиками и проявленные при этом мужество и героизм» капитан Борис Золотухин был удостоен высокого звания Героя Советского Союза с вручением ордена Ленина и медали «Золотая Звезда» за номером 4193.
Всего же за время своего участия в боевых действиях Золотухин совершил 153 боевых вылета, нанеся противнику большие потери. В 1946 году в звании майора он был уволен в запас. В 1952 году окончил Московское высшее техническое училище имени Н. Э. Баумана, после чего поселился в Ленинграде, работал заместителем главного инженера завода. Скончался 7 мая 1997 года, похоронен на Смоленском кладбище Санкт-Петербурга.
Был также награждён тремя орденами Красного Знамени, орденом Александра Невского, двумя орденами Отечественной войны 1-й степени, орденами Отечественной войны 2-й степени и Красной Звезды, рядом медалей.